# El Amate, Bochil
El Amate är en ort i Mexiko.   Den ligger i kommunen Bochil och delstaten Chiapas, i den sydöstra delen av landet, 700 km öster om huvudstaden Mexico City. El Amate ligger 1 511 meter över havet och antalet invånare är 508.
Terrängen runt El Amate är bergig åt sydväst, men åt nordost är den kuperad. Runt El Amate är det ganska tätbefolkat, med 80 invånare per kvadratkilometer. Närmaste större samhälle är Rayón, 8,7 km norr om El Amate. I omgivningarna runt El Amate växer huvudsakligen savannskog.